# Lawa Antino Airstrip
Lawa Antino Airstrip is een landingsstrook bij Antino in het oosten van het district Sipaliwini in Suriname. De ondergrond van de landingsbaan is van grind. De baan heeft een lengte van circa 1155 meter en ligt op 226 meter hoogte.
Het vliegveld ligt in de buurt van Antino en op negen kilometer afstand van Benzdorp dat aan de Lawa-rivier ligt. Voor het laatste dorp is het van belang vanwege de goudwinning in het gebied. Hetzelfde geldt voor de Lawa Tabiki Airstrip die dichter bij Benzdorp ligt.
Er zijn rond de vijf maatschappijen die het vliegveld aandoen. Er zijn lijnvluchten naar Zorg en Hoop Airport in Paramaribo. 